# Bürgerhaus
Unter einem Bürgerhaus versteht man in der Kunstgeschichte das oftmals repräsentative Wohnhaus eines Stadtbürgers. Der Begriff wird nur für historische Häuser in einem verdichteten, in der Regel altstädtischen Umfeld verwendet und lässt sich somit von der Villa abgrenzen.
In jüngerer Zeit wird der Begriff auch für öffentliche, von der Stadt getragene Veranstaltungsgebäude gebraucht, die auch Bürgergemeinschaftshaus oder Stadthaus genannt werden.

## Anlage und Charakteristika

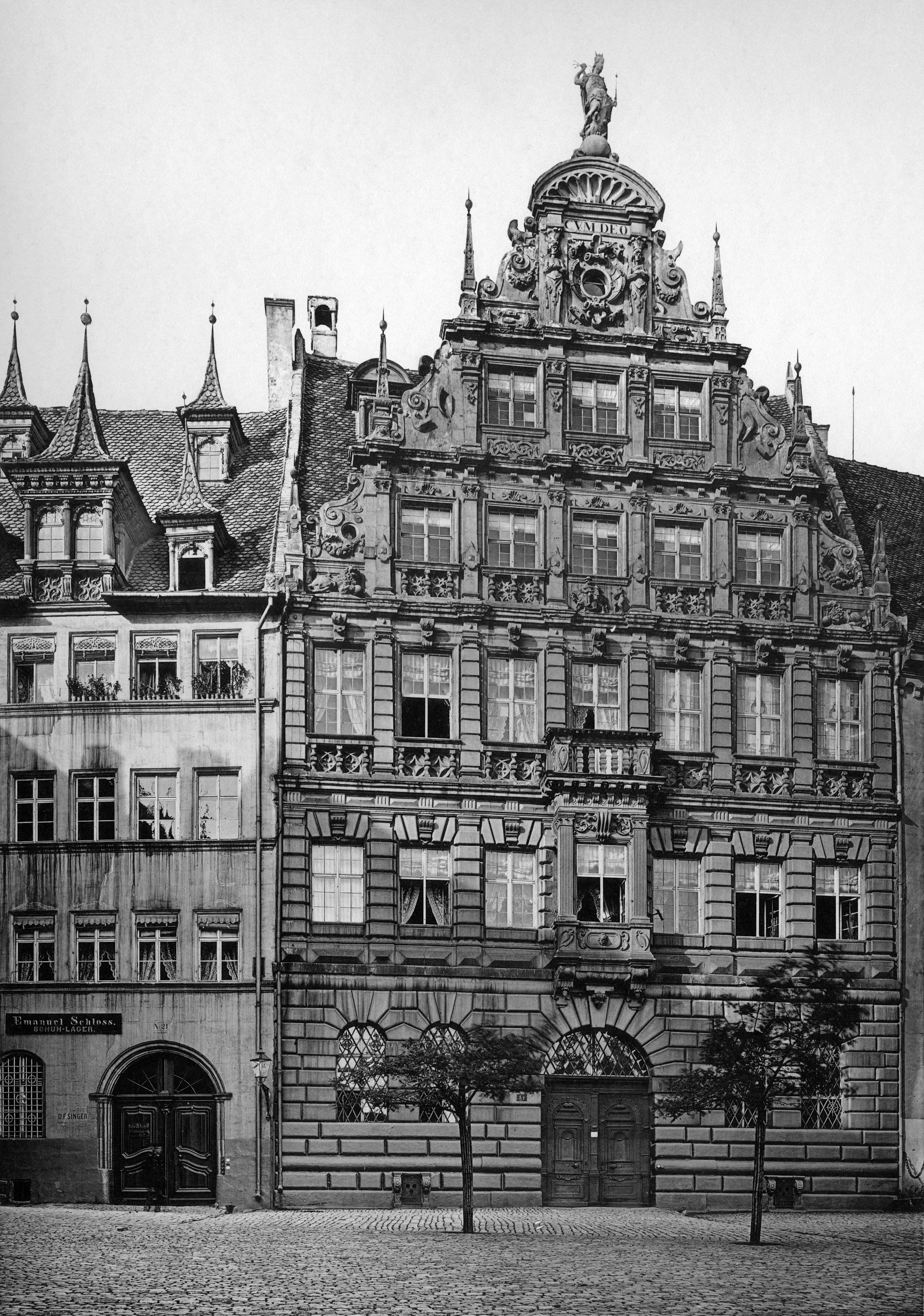
Das Pellerhaus in Nürnberg (1602/05), eines der bedeutendsten Bürgerhäuser der Renaissance in Deutschland

Das mittelalterliche Bürgerhaus war das Wohnhaus der rechtlich vollgültigen Bewohner einer Stadt (Bürger), meistens in Verbindung mit den Gewerberäumen für Handel oder Handwerk. Die Bauart ist sehr verschieden, jedoch für eine Region und Zeitepoche, zumindest in einer Stadt sehr ähnlich, da sämtliche Grundstücke der Gründungsstädte gleichmäßig parzelliert waren. Die Bürgerhäuser grenzten mit der Fassade direkt an den Straßenrand und waren meistens lückenlos aneinander gebaut, oder nur mit sehr schmalen Abständen. Zeigte die Fassade den Giebel, dann spricht man von giebelständigen, sonst von traufständigen Bürgerhäusern. Im Erdgeschoss befanden sich die Gewerberäume, im Obergeschoss die Wohnräume und das Dach diente als Lagerraum. Im niederdeutschen Bürgerhaus war die im Erdgeschoss liegende Diele meist der größte Raum, der zugleich als Wohnraum, Werkstatt und Verkaufsraum dienen konnte. Am Ende der Diele lag oft eine offene Feuerstelle.
Durch das Haus führte, wenn das Grundstück nur von einer Seite her erschlossen ist, eine Durchfahrt in den Hofraum hinter dem Haus, in dem sich häufig weitere Nebengebäude befanden.

## Historische Entwicklung
Die Entwicklung des Bürgerhauses in Mitteleuropa ist eng verbunden mit dem Aufstieg der Städte im 12. Jahrhundert und dem daraus resultierenden Selbstbewusstsein und Repräsentationswillen des Bürgertums. Die Hochzeit des Bürgerhauses umfasst somit die Stilepochen der Romanik, der Gotik, der Renaissance und des Barocks. Der Verlust der Unabhängigkeit der mitteleuropäischen Städte, der Aufstieg der Territorialstaaten, die wirtschaftlichen Veränderungen und die starke Bevölkerungszunahme führten im ausgehenden 18. und im 19. Jahrhundert auch zu einer Transformation und letztlich zu einem Bedeutungsverlust des Bürgerhauses. Es entstanden dennoch weiterhin gehobene städtische Wohnhäuser, nun im Stile des Klassizismus, des Historismus und des Jugendstils, die, sofern sie in einem verdichteten Wohnumfeld erbaut wurden, als Bürgerhäuser im weiteren Sinne bezeichnet werden. Das bürgerliche Wohnen verlagerte sich allerdings zunehmend in freistehende Villen, während für die verdichtete Bauweise in Städten der Typus der Mietskasernen charakteristisch wurde.

## Nationales

### Bestand und Rekonstruktionsbemühungen in Deutschland

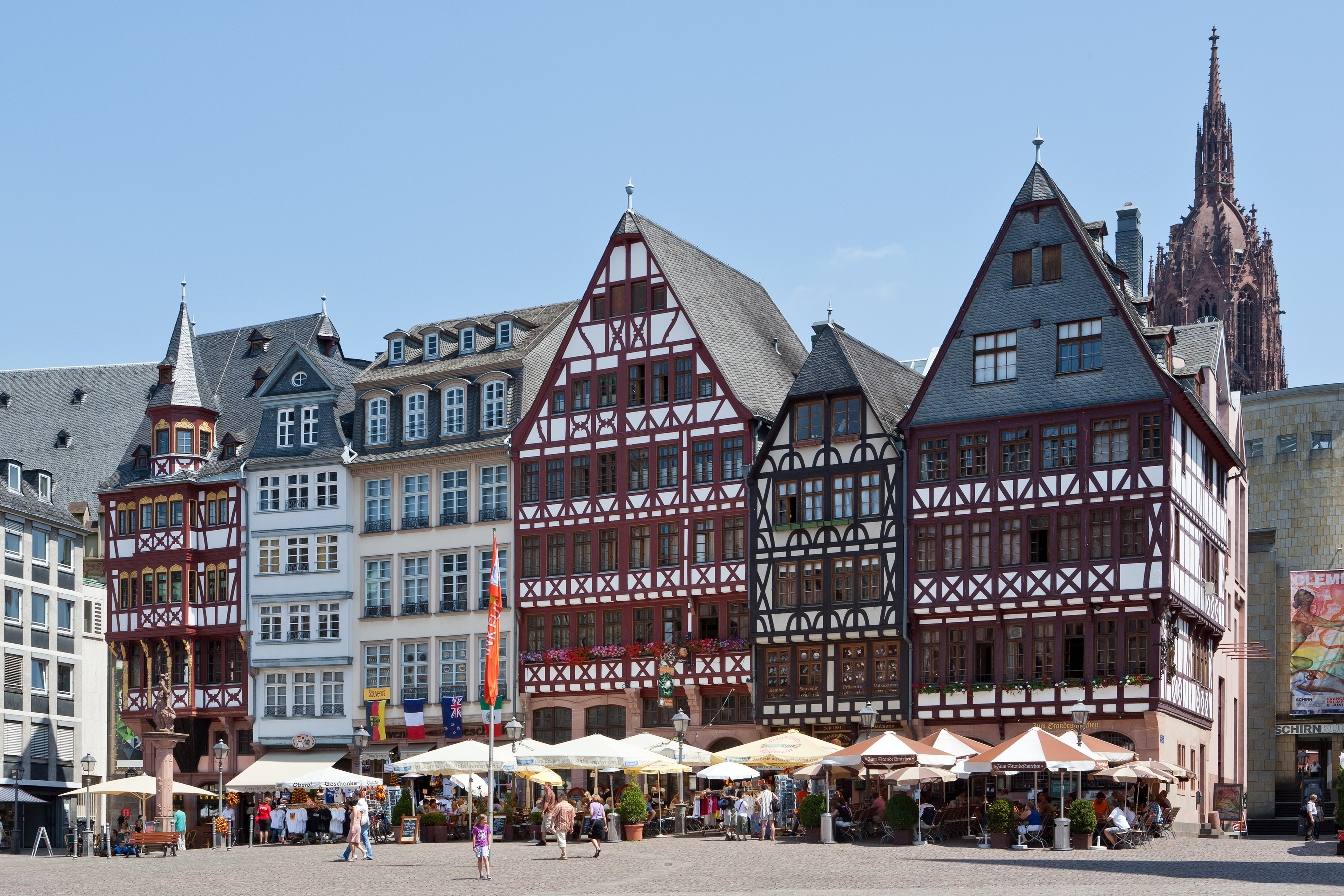
Rekonstruierte Bürgerhäuser am Römerberg in Frankfurt am Main

Während Bürgerhäuser in mitteleuropäischen Großstädten außerhalb Deutschlands (z. B. Prag, Riga, Krakau, Brügge, Basel, Straßburg) nach wie vor einen wichtigen Anteil an innerstädtischen Profanbauten ausmachen, sind sie in Deutschland aufgrund der massiven Verluste durch den Zweiten Weltkrieg und späteren Flächenabrissen in Großstädten selten geworden. Zu den Verlusten zählen auch viele Bauwerke ersten Ranges, so beispielsweise das Pellerhaus und das Toplerhaus in Nürnberg. Es gibt allerdings nach wie vor eine Vielzahl von Bürgerhäusern in Kleinstädten und in den wenigen größeren Städten Deutschlands, die wie Görlitz oder Regensburg von Zerstörungen und Abrissen weitgehend verschont geblieben sind.
Einige wenige Bürgerhäuser in Deutschland wurden bald nach dem Krieg wieder aufgebaut, so die vereinfacht rekonstruierten Häuser am Prinzipalmarkt in Münster (1947–1958), das Goethe-Haus in Frankfurt am Main (1957–1951). Denkmalpflegerisch umstritten waren die späteren Rekonstruktionen, wie die Häuserzeile an der Römerberg-Ostzeile in Frankfurt am Main (1981–1983), ebenso wie die mehr oder weniger originalgetreu rekonstruierten Bürgerhausensembles der 1990er und 2000er Jahre, z. B. am Neumarkt in Dresden und bei der Neuen Frankfurter Altstadt.